# Entelecara schmitzi
Entelecara schmitzi är en spindelart som beskrevs av Kulczynski 1905. Entelecara schmitzi ingår i släktet Entelecara och familjen täckvävarspindlar. Inga underarter finns listade i Catalogue of Life.